# Élections générales espagnoles de 2016 dans la communauté de Madrid
Les élections générales espagnoles de 2016 (en espagnol : Elecciones generales de España de 2016) se sont tenues le dimanche 26 juin 2016 afin d'élire les 350 députés et 208 des 266 sénateurs de la XIIe législature des Cortes Generales. 36 députés sont élus dans la communauté de Madrid.

## Résultats

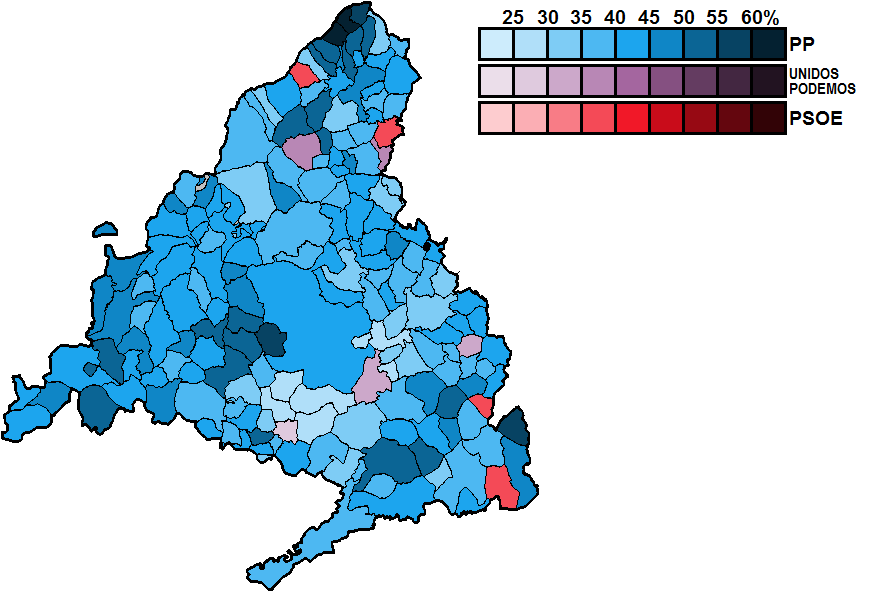
Résultats par commune.

| Parti                  | Parti                                                   | Voix      | %     | +/-           | Sièges | +/-           |
| ---------------------- | ------------------------------------------------------- | --------- | ----- | ------------- | ------ | ------------- |
|                        | Parti populaire (PP)                                    | 1 325 665 | 38,25 | 4,82          | 15     | 2             |
|                        | Unidos Podemos (UP) (Pod.-IU-Equo-CLI-AS)               | 737 885   | 21,29 | 4,95          | 8      | 2             |
|                        | Parti socialiste ouvrier espagnol (PSOE)                | 678 340   | 19,57 | 1,73          | 7      | 1             |
|                        | Ciudadanos (Cs)                                         | 616 503   | 17,79 | 1,03          | 6      | 1             |
|                        | Parti animaliste contre la maltraitance animale (PACMA) | 39 117    | 1,13  | 0,35          | 0      | en stagnation |
|                        | Vox                                                     | 16 803    | 0,48  | 0,15          | 0      | en stagnation |
|                        | Union, progrès et démocratie (UPyD)                     | 14 659    | 0,42  | 0,78          | 0      | en stagnation |
|                        | Recortes Cero-Grupo Verde (RC-GV)                       | 7 377     | 0,21  | 0,10          | 0      | en stagnation |
|                        | Phalange espagnole (FE-JONS)                            | 3 946     | 0,11  | 0,02          | 0      | en stagnation |
|                        | Autres partis                                           | 7 363     | 0,21  | -             | 0      | -             |
|                        | Vote blanc                                              | 18 137    | 0,52  | en stagnation |        |               |
|                        |                                                         |           |       |               |        |               |
| Suffrages exprimés     | Suffrages exprimés                                      | 3 465 795 | 99,32 |               |        |               |
| Votes nuls             | Votes nuls                                              | 23 581    | 0,68  |               |        |               |
| Total                  | Total                                                   | 3 489 376 | 100   | -             | 36     | en stagnation |
| Abstention             | Abstention                                              | 1 438 556 | 29,19 |               |        |               |
| Inscrits/Participation | Inscrits/Participation                                  | 4 927 932 | 70,81 |               |        |               |